# Carnoy (Somme)
Carnoy (picardisch: Carneu) ist eine Commune déléguée in der nordfranzösischen Gemeinde Carnoy-Mametz mit 96 Einwohnern (Stand 1. Januar 2022) im Département Somme in der Region Hauts-de-France im Norden von Frankreich.

## Geographie
Die Gemeinde liegt rund zehn Kilometer westlich von Combles und nördlich der Départementsstraße D938 von Péronne nach Albert, die den Südteil des Gemeindegebiets durchschneidet.

## Geschichte
Die Gemeinde erhielt als Auszeichnung das Croix de guerre 1914–1918.
Die Gemeinde Carnoy wurde am 1. Januar 2019 mit Mametz zur Commune nouvelle Carnoy-Mametz zusammengeschlossen. Sie hat seither den Status einer Commune déléguée. Die Gemeinde Carnoy gehörte zum Kanton Albert und war seit 1. Januar 2013 Teil der Communauté de communes du Pays du Coquelicot (zuvor Communauté de communes du canton de Combles).

## Einwohner
| 1962 | 1968 | 1975 | 1982 | 1990 | 1999 | 2006 | 2010 |
| ---- | ---- | ---- | ---- | ---- | ---- | ---- | ---- |
| 72   | 82   | 74   | 83   | 98   | 85   | 106  | 111  |

## Verwaltung
Bürgermeister (maire) ist seit 2008 Colette Duriez.

## Sehenswürdigkeiten
- Britischer Soldatenfriedhof.